# 限韩令
限韓令，是指2016年中韩关系因韓國部署薩德反導彈系統事件而緊張後，中國將政治問題延伸到演藝圈，大幅度限制韓國藝人來中國舉辦演唱會、限制韓國電視劇的播放，強行叫停兩國之間的民間演藝合作，禁止兩國在綜藝節目領域展開合作，不讓韓國民間文化產業公司來華投資。然而中國當局否认曾實施過「限韓令」，并称其一直对两国文化交流持积极态度。北京认为文化交流应基于“民心”，声称“萨德”（反导弹系统）的部署同样引发了中国大众的不满，因此会表现出反韩情绪。

## 實施後影響
2016年7月，坊间开始流传“限韩令”，起因于媒体发现在9月以后韩星演出均未获审批，同时微博博主「卫视观察生」晒出了疑似江苏卫视不得播出有韩国明星代言的任何广告片的内部通知截图。而黄致列在10月29日的演出是2016年韩国歌手最后一场在华演出。一直到2023年5月韩星秋瓷炫参加《乘风2023》和2023年8月韩团EXO在青岛举办活动为止。
在中韓合作或中國引進的韓國綜藝節目中，原本中方有付版權費，但在限韓令之下，中方就不再支付版權費，其中包括《Running Man》、《我是歌手》等節目。
不过韩国动画较少受到限韩令影响，只不过都是改以中国国产动画的名义进入中国市场，连制片人信息也全部换成中国人，例如《奇妙萌可》《菲梦少女》《Hello Cabot》《磁星骑士》《我的同学是美人鱼》等等。

## 事態發展
2021年2月，中央廣播電視總台與韓國廣播公司簽署合作協議，被視為「限韓令」正式解除。与此同时由韩星吴世勋主演的《我爱喵星人》原定于3月14日在中国大陆院线上映，由于遭到中国大陆反韩网友的强烈抵制而被迫撤档。不過同年9月，中國開展一系列整頓娛樂圈的行動，就連一些韓國藝人的粉丝團都受到官方懲處，他們的新浪微博賬號再度被禁言，一些韓國傳媒強烈批評，形容這種做法嚴重影響中韓的文化交流，簡直是第二個「限韓令」。直到同年12月韓星微博才解禁。
2021年12月3日，随着韩国电影《哦！文姬》在中国大陆院线上映及腾讯视频、bilibili等视频网站恢复韩剧上架，时隔6年之后限韩令政策有限度解除。
2022年11月，韓國電影《江邊旅館》在騰訊視頻上架，被外界視為限韓令確實在鬆綁。11月23日，中國外交部發言人趙立堅在例行記者會上表示自2021年以來，中國大陸已經引進播放多部韓國電影和電視劇。
2023年5月，韩星秋瓷炫参加《乘风2023》，成为自限韩令之后首位登陆中国大陆节目的大韩民国国籍的艺人，被部分网友解读为限韩令的进一步松绑，之后韩星鄭容和、泫雅原定参加中国大陆的综艺和音乐节，但是再一次遭到反韩网友的强烈谴责和抵制而暂时取消参演计划。不過同年8月EXO現身青島參加活動就沒有遭遇大規模反韓網友的抗議。
2023年11月，由韩国导演欧宜善执导，朴施厚、尹恩惠主演的《思念爱》定档中国大陆11月11日上映，成为继《哦！文姬》之后又一部在中国大陆院线上映的韩国电影。同时韩国艺人朴叙俊主演的《惊奇队长2》在中国上映，其戏份没有遭到删改，说明引进片并不限制韩国演员出镜。
2025年2月，韩国媒体援引中国APEC峰会筹备组织官员的话报道称，中国可能最早在5月份解除限韩令。这也是中方考虑到李在明大概率会在2025年大韩民国总统选举中胜选成为下一任韩国总统有关。同年3月，韩国导演奉俊昊导演的美国电影《编号17》在中国上映，奉俊昊本人的名字和相关信息没有被屏蔽或删除，说明韩国导演执导的非韩国出品电影并不受限制。4月韩国（非外籍韩国人）说唱组合Homies成功在武汉展开演出，演出期间并没有受到民间反韩势力的干扰。